# A Christmas Carol (film 1945)
A Christmas Carol è un film per la televisione del 1945 diretto da Beulah Zachary.
Fin dal 1943 il romanzo Canto di Natale (A Christmas Carol) di Charles Dickens si impose come un classico natalizio alla televisione americana, da ripetersi ogni anno con un copione, un formato e un gruppo di attori diversi. Nel 1945 ad essere trasmessa fu una riduzione prodotta dagli studenti della "Taft High School" di Chicago, di cui le fonti dell'epoca sottolineano le buone qualità espressive, pur esprimendo riserve sull'esperimento di mandare in onda questa ed altre produzioni amatoriali di spettacoli teatrali.
Le prime versioni televisive erano trasmesse in diretta e di esse non esiste copia registrata.

## Trama
L'avaro e gretto Ebenezer Scrooge, alla vigilia di Natale, non vuole fare la carità né è intenerito dalla visita di un nipote. Tornato a casa, Scrooge vede il fantasma del suo ex socio che lo mette in guardia. La notte, verrà poi visitato da tre spiriti: lo spirito del Natale passato, lo spirito del Natale presente e lo spirito del futuro che lo attende se non cambia atteggiamento verso gli altri.

## Produzione
Il film fu prodotto negli Stati Uniti da WBKB-TV.

## Distribuzione
Il film fu trasmesso negli Stati Uniti su WBKB-TV, il 20 dicembre 1945.